# فرودگاه بین‌المللی کانبرا
فرودگاه بین‌المللی کانبرا (به انگلیسی: Canberra International Airport) یک فرودگاه همگانی مسافربری با کد یاتا CBR است که یک باند فرود آسفالت دارد و طول باند آن ۳۲۷۳ متر است. این فرودگاه در شهر کانبرا کشور استرالیا قرار دارد و در ارتفاع ۵۷۵ متری از سطح دریا واقع شده‌است.

## شرکت‌های هواپیمایی و مقصدهای پروازی
| شرکت‌های هواپیمایی                             | مقصدهای پروازی                                     |
| --------------------------------------------- | -------------------------------------------------- |
| FlyPelican                                    | دابو سیتی، نیوکاسل                                 |
| کانتاس                                        | آدلاید، بریزبن، ملبورن، پرث، سیدنی                 |
| کانتاس‌لینک اجرا توسط Cobham                   | بریزبن، ملبورن، سیدنی                              |
| کانتاس‌لینک اجرا توسط ایسترن استرالیا ایرلاینز | ملبورن، سیدنی                                      |
| کانتاس‌لینک اجرا توسط سان‌استیت ایرلاینز        | بریزبن                                             |
| هواپیمایی قطر                                 | حمد (آغاز از ۱۳ فوریه ۲۰۱۸)                        |
| سنگاپور ایرلاینز                              | چانگی سنگاپور، ولینگتون                            |
| Tigerair Australia                            | بریزبن (آغاز از ۱۰ سپتامبر ۲۰۱۷)، ملبورن           |
| ویرجین استرالیا                               | آدلاید، بریزبن، گولد کوست، ملبورن، سیدنی فصلی: پرث |

Notes
1. ↑  These flights will stop in سیدنی en route to Doha; however Qatar Airways have no traffic rights to carry passengers solely between Canberra and Sydney.
2. ↑  Flies on Parliamentary sitting weeks.